# Regina Sackl
Regina Sackl, avstrijska alpska smučarka, * 21. avgust 1959, Hartberg.
Nastopila je na olimpijskih igrah 1976 in 1980, kjer je edino uvrstitev dosegla z 19. mestom v veleslalomu. V svetovnem pokalu je tekmovala osem sezon med letoma 1974 in 1981 ter dosegla tri zmage in še tri uvrstitve na stopničke. V skupnem seštevku svetovnega pokala se je najvišje uvrstila na sedmo mesto leta 1979, ko je osvojila tudi slalomski mali kristalni globus.